# Labastide-Beauvoir
Labastide-Beauvoir là một xã thuộc tỉnh Haute-Garonne trong vùng Occitanie tây nam nước Pháp. Xã này nằm ở khu vực có độ cao trung bình 266 mét trên mực nước biển.